# فيل فيرتانين
فيل فيرتانين (بالفنلندية: Ville Virtanen)‏ هو مؤلف وكاتب وكاتب سيناريو ومخرج وممثل فنلندي، ولد في 19 أغسطس 1961 في فنلندا. من الجوائز التي نالها جائزة جوسي لأفضل ممثل القيادية ‏ سنة 2011.

## أعمال

### أفلام
- (2017) الجانب الآخر من الأمل

## جوائز
- جائزة جوسي لأفضل ممثل القيادية [الإنجليزية]‏ (2011)

## وصلات خارجية
- فيل فيرتانين على موقع IMDb (الإنجليزية)
- فيل فيرتانين على موقع ألو سيني (الفرنسية)
- فيل فيرتانين على موقع ميوزك برينز (الإنجليزية)
- فيل فيرتانين على موقع أول موفي (الإنجليزية)
- فيل فيرتانين على موقع قاعدة بيانات الأفلام السويدية (السويدية)
- فيل فيرتانين على موقع ديسكوغز (الإنجليزية)
- فيل فيرتانين على موقع قاعدة بيانات الفيلم (الإنجليزية)
- فيل فيرتانين على موقع كينوبويسك (الروسية)